# Karel Urbánek (politik)
Karel Urbánek (* 22. března 1941 Bojkovice) je bývalý český komunistický politik, který byl v období sametové revoluce v listopadu 1989 zvolen posledním generálním tajemníkem Ústředního výboru Komunistické strany Československa.

## Politická kariéra

### Stranický růst
Po ukončení studia na Železniční průmyslové škole ve Valticích byl v letech 1962 až 1973 zaměstnán u železnice jako výpravčí a přednosta železničních stanic, poté pracoval ve stranických funkcích KSČ. Od roku 1974 působil v různých stranických funkcích na Jihomoravském krajském výboru KSČ na oddělení průmyslu i jako vedoucí oddělení, poté byl tajemníkem Městského výboru KSČ v Brně. Při zaměstnání vystudoval tehdejší Vysokou školu politickou (titul RSDr.) a postgraduál na Vysoké škole ekonomické v Praze.
Od roku 1984 stál v čele Městského výboru KSČ v Brně, o dva roky později se dostal do Ústředního výboru KSČ. Zastával funkci vedoucího politicko-organizačního oddělení a předsedy Výboru pro řízení stranické práce v českých zemích.
20. dubna 1989 byl zvolen za volební obvod Brno-město-východ poslancem České národní rady jako náhradník za bývalého předsedu vlády České socialistické republiky Josefa Korčáka.

### Období sametové revoluce
24. listopadu 1989 byl po odstoupení Miloše Jakeše zvolen jeho nástupcem ve funkci generálního tajemníka ÚV KSČ. Značnou podporu tehdy měl i bývalý předseda československé vlády Lubomír Štrougal (podporoval ho i sám Urbánek jako „zkušeného a rozumného politika“), k Urbánkovu zvolení vedla intervence prezidenta Gustáva Husáka.
O den později vystoupil v Československé televizi, kde připustil chyby komunistického vedení, vyzval k dialogu se všemi stranami, ale trval na udržení socialismu a varoval před vyhrocením situace. 28. listopadu ale na vystoupení na pražském aktivu funkcionářů KSČ znovu varoval před skupinami, které se zmocnily revoluce a chtějí obrátit zemi od socialismu. Aktiv se postavil na Urbánkovu stranu a vyzval k tomu, aby protestující občané neúčastí v chystané generální stávce rovněž podpořili Urbánka a jeho směřování ve vedení KSČ. O dva dny později ale Urbánka jako člena bývalého Jakešova vedení odmítli např. studenti ve Výzvě všem poctivým komunistům. Při různých příležitostech se Urbánek vyjadřoval, že KSČ pod jeho vedením hodlá navazovat na myšlenky pražského jara 1968. To potvrdil Akční program KSČ „Za demokratickou socialistickou společnost v ČSSR“ i televizní projev 5. 12. 1989, zveřejněný v Rudém právu 6. 12. 1989.
Od 3. do 5. prosince byl Urbánek s dalšími komunisty v Moskvě na setkání zástupců členských zemí Varšavské smlouvy, kde jednal i s Michailem Gorbačovem. O jednání bylo zveřejněno komuniké v Rudém právu 5. 12. 1989. Mimo jiné se jednalo o snížení počtu vojáků Sovětské armády na území Československa. Za vedení Urbánka předsednictvo ÚV KSČ mimo jiné rozhodlo o rehabilitaci vyloučených členů KSČ v roce 1968, o změně ve vedení České národní rady, Federálního shromáždění a rekonstrukci těchto orgánů. Zrušení Lidových milicí, zrušení vedoucí úlohy KSČ v Ústavě ČSSR. Schválilo Čalfu do funkce předsedy federální vlády a uvolnění Adamce z této funkce. Urbánek projednal s prezidentem Husákem jmenování vlády národního porozumění a jeho rezignaci na funkci prezidenta. Často jednal s představiteli Pražského jara roku 1968, zejména Dubčekem, Mlynářem, Císařem a Jičínským. Ten ve své knize Československý parlament po roce 1989 napsal: „Urbánek měl významný podíl na tom, že předání moci proběhlo pokojnou cestou a spořádaně.“.
6. prosince komunisté iniciovali první dvoustranné jednání se zástupci Občanského fóra a Veřejnosti proti násilí zastoupené Václavem Havlem, Petrem Millerem, Petrem Pithartem, Jánem Budajem a Milanem Kňažkem. Urbánek doprovázený Vasilem Mohoritou a mluvčím ÚV Josefem Horou se postavil vstřícně k jejich požadavkům a nabídl jim, aby navrhli kandidáty na místa ve vládě. Na protistranu tak ale zapůsobil slabě (Václav Havel ho označil za „nastrčeného blouznivce, kterého zřejmě míní Mohorita nahradit“) a ta záhy začala zvyšovat své požadavky.
Aktivněji ve vyjednávání s nekomunistickou opozicí vystupoval předseda vlády Ladislav Adamec, což se později projevilo i tím, že když došlo na mimořádném sjezdu KSČ k reorganizaci vedoucích funkcí a post generálního tajemníka ÚV KSČ byl nahrazen předsedou strany, zvolili do této role delegáti 20. prosince právě Adamce.

### Po sametové revoluci
Urbánek ještě do června 1990 vykonával funkci v čele Ústřední a revizní komise KSČ, poté politickou kariéru ukončil. Byl delší dobu nezaměstnaný, než začal podnikat a následně odešel do důchodu. Zůstal členem Komunistické strany Čech a Moravy.
Urbánkovo působení v čele KSČ kritizoval po vyloučení z KSČ Miroslav Štěpán, který jeho zvolení označil za „československý model troubu do čela“. Někdy se uvádí, že přispěl významně k tomu, že proti sametové revoluci nezasáhla armáda, sám tvrdil, že to byla podmínka jeho nástupu do funkce. Toto opakoval několikrát ve svých vystoupeních např. na sjezdu družstevních rolníků v Praze.
K březnu 2016 byl uváděn jako člen základní organizace KSČM 3023.